# Leucula toxulca
Leucula toxulca är en fjärilsart som beskrevs av Louis Beethoven Prout 1931. Leucula toxulca ingår i släktet Leucula och familjen mätare. Inga underarter finns listade i Catalogue of Life.